# 箱根空中纜車
箱根空中纜車（日语：／ Hakone Ropeway */?）是一位於神奈川縣足柄下郡箱根町的索道路線，由早雲山站前往桃源台站。2022年箱根空中纜車公司正式與小田急箱根合併，並交由小田急箱根營運。
現時為全日本全年營運距離最長的索道，總長度為4公里。2008年度的總乘搭人次超過201萬。過往保持記錄的是六甲有馬索道，總長度為5公里，但由於在2004年12月18日，部份路段停止運作，令它不再成為全日本最長；另外位於新潟縣南魚沼郡湯澤町，由王子酒店集團經營的觀光／滑雪用索道「Dragondola」，長度達5,481米，比箱根空中纜車長近一半，但由於並非全年營運，因此其紀綠未被承認。
然而，整個空中纜車系體是由兩部份組成，乘客需要在大涌谷站轉乘另一個系統前往目的地，而非直接到達兩邊的總站。

## 營運路線
- 早雲山站 - 大涌谷站間
  - 双线循环脱挂式吊厢索道（2S索道（英语：Bicable gondola lift））（1959年～2001年）
  - 双环路单线循环式吊厢索道（富尼特（法语：Funitel））（2002年起）

- 大涌谷站 - 桃源台站間
  - 双线循环脱挂式吊厢索道（2S索道（英语：Bicable gondola lift））（1959年～2006年）
  - 双环路单线循环式吊厢索道（富尼特（法语：Funitel））（2007年起）

## 車站列表
- 車站編號在2014年1月起依次引入[3]。
- 所有車站都位於神奈川縣足柄下郡箱根町。
- 早雲山站－大涌谷站間與大涌谷站－桃源台站間因為更新纜索而分拆，更新工程開始的2000年1月起需要轉乘。

| 車站編號 | 中文站名 | 日文站名 | 英文站名 | 海拔（公尺） | 站間距離（公尺） | 累計距離（公尺） | 接續路線、備註                                                                   |
| -------- | -------- | -------- | -------- | ------------ | ---------------- | ---------------- | -------------------------------------------------------------------------------- |
| OH62     | 早雲山   |          |          | 757          | -                | 0                | 箱根登山鐵道： 鋼索線（箱根登山纜車）（OH62）                                    |
| OH63     | 大涌谷   |          |          | 1,044        | 1,472            | 1,472            | 早雲山站方向與桃源台站方向需在大涌谷站轉乘                                       |
| OH64     | 姥子     |          |          | 878          | 1,265            | 2,737            |                                                                                  |
| OH65     | 桃源台   |          |          | 741          | 1,268            | 4,005            | 箱根觀光船： 箱根海賊船（桃源台港）（OH65） 伊豆箱根鐵道：蘆之湖遊覽船（湖尻港） |

## 歷史
- 1959年12月6日：早雲山～大涌谷間開業。
- 1960年9月7日：大涌谷～桃源台間開業，全線開業。
- 2000年1月28日：早雲山～大涌谷間因更換車廂，改以巴士行走。
- 2002年6月1日： 早雲山～大涌谷間新型索道車廂開始行駛。
- 2006年6月1日：大涌谷～桃源台間因更換車廂，改以巴士行走至2007年5月31日止。
- 2007年6月1日：大涌谷～桃源台間新型索道車廂開始行駛。
- 2015年5月6日：因箱根山出現持續火山活動跡像，大涌谷周邊發生蒸氣噴發，日本氣象廳為安全起見，將火山噴發預警級別上調至第2級（火山口四周2公里範圍限制進入）[4]，全線被強制停駛[5][6][7]。

## 圖片集

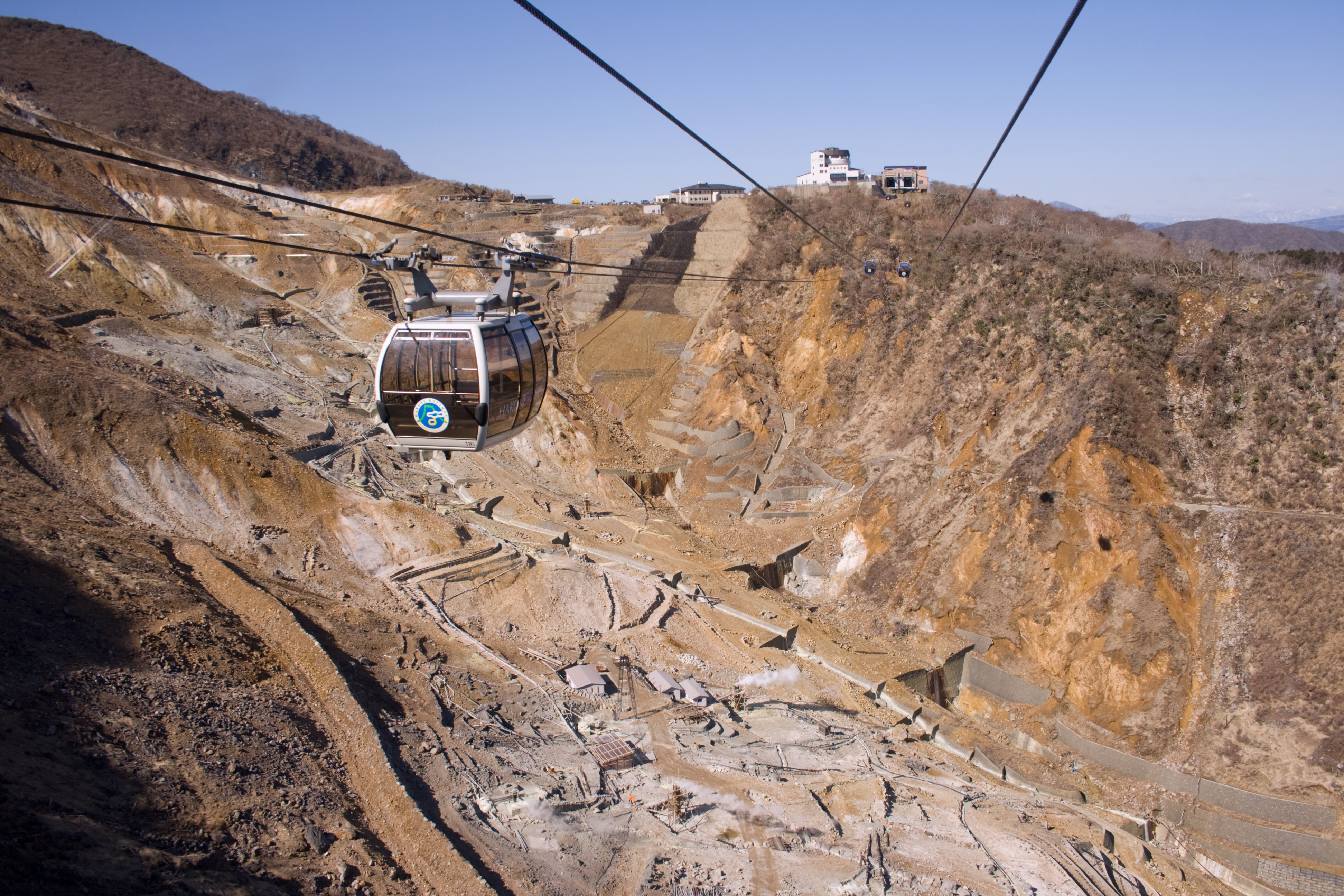
大涌谷站附近。
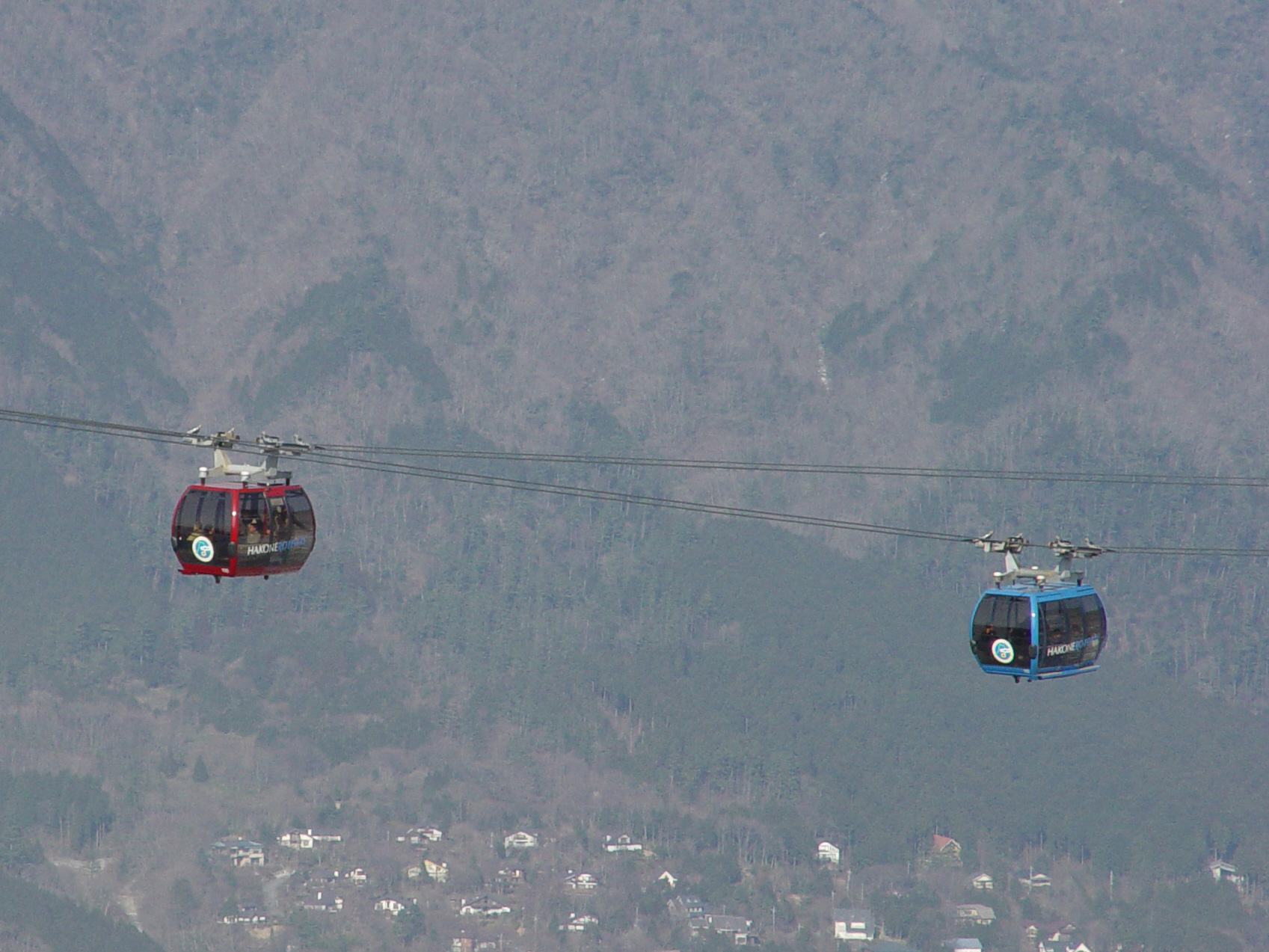
早雲山站～大涌谷站間
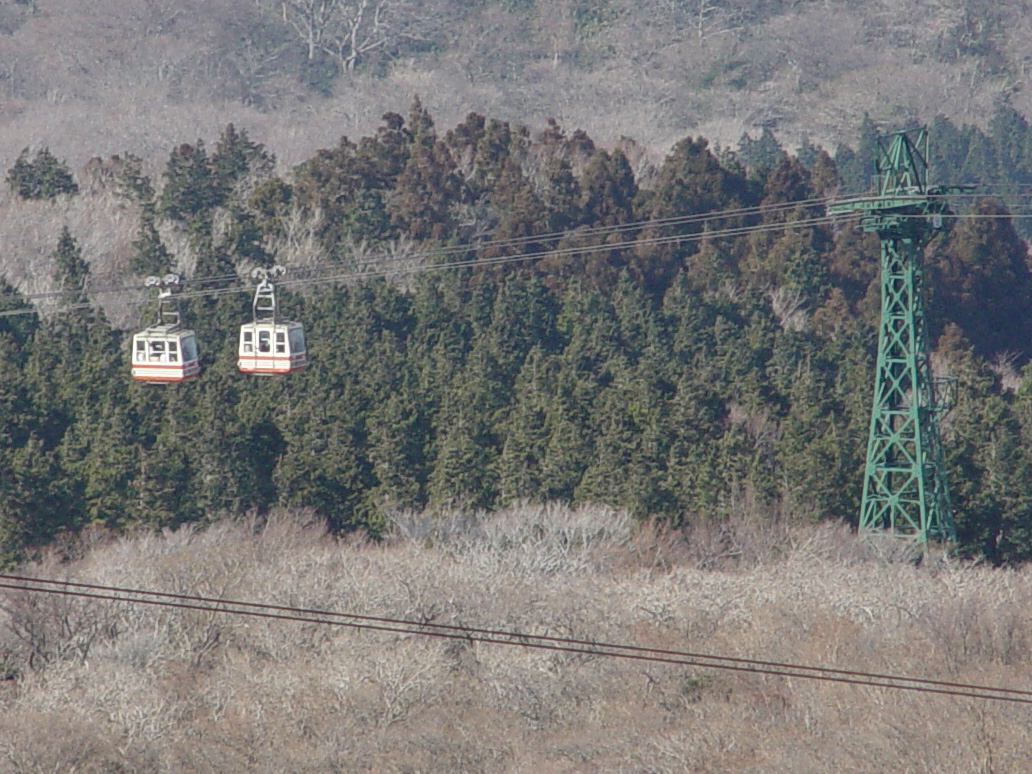
大涌谷站～桃源台站間，使用舊的車廂
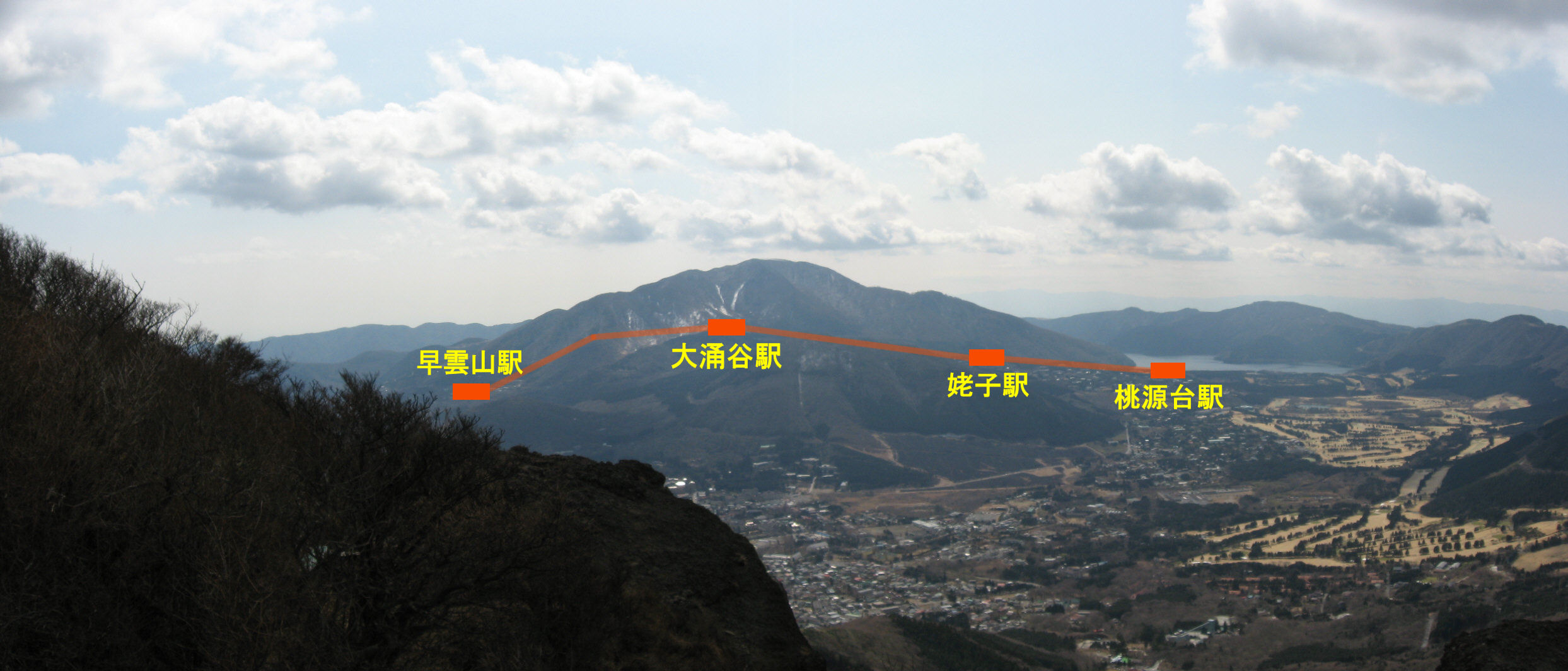
箱根空中纜車路線圖及車站位置。
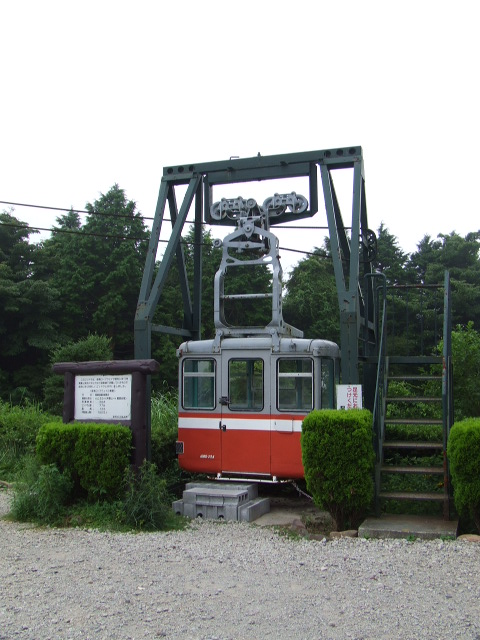
舊款車廂（2007年8月、姥子站前廣場）

## 外部連結
- 箱根空中纜車公式網站。 （页面存档备份，存于）（日語）

- 箱根空中纜車繁體中文版網站。 （页面存档备份，存于）（繁體中文）